# Mujeres y videojuegos

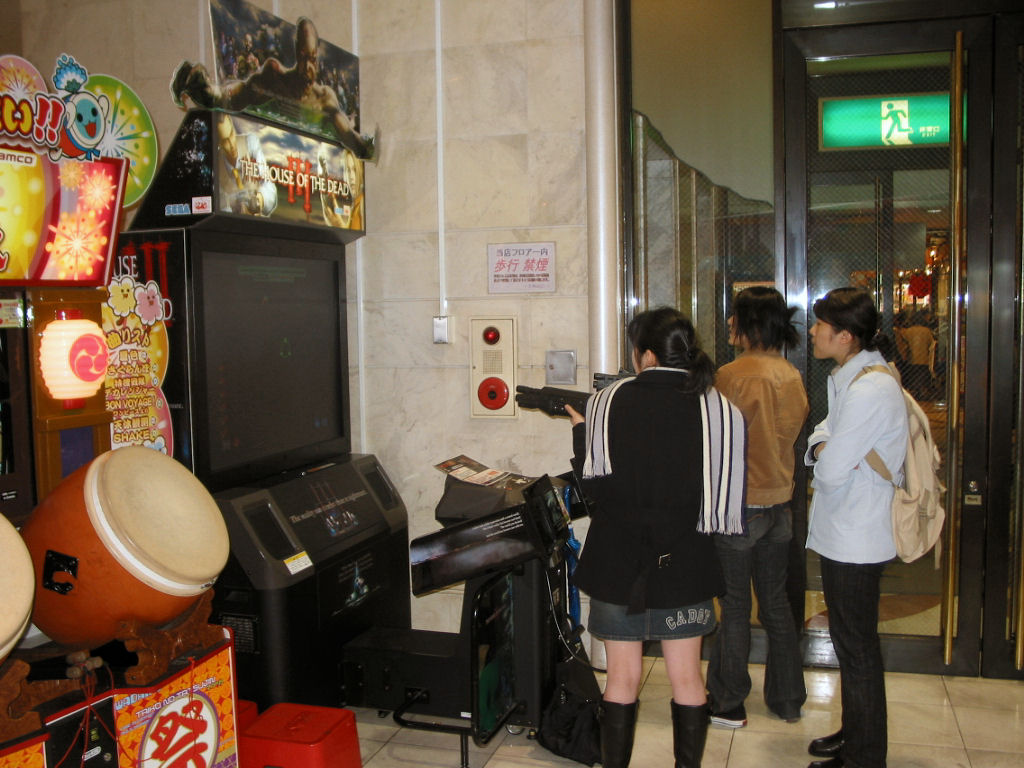
Mujeres jugando The House of the Dead III en una sala de juegos en Japón, 2005

La relación entre las mujeres y los videojuegos ha recibido una gran atención académica y mediática. Desde la década de 1990, las jugadoras han sido consideradas una minoría en la industria de los videojuegos.[cita requerida] Diversas encuestas han demostrado que con el tiempo la proporción de género se ha acercado a la igualdad.[cita requerida] A principios de la década de 2010, las mujeres representan alrededor del 50% de todos los jugadores de videojuegos.[cita requerida] La proporción de género difiere significativamente entre los géneros de videojuegos, y las mujeres están muy poco representadas en géneros como los videojuegos de disparos en primera persona y videojuegos de gran estrategia.[cita requerida] El sexismo en los videojuegos, incluido el acoso sexual, y la subrepresentación de las mujeres como personajes en los videojuegos, es un tema de debate cada vez mayor en la cultura de los videojuegos.
Los defensores en la búsqueda de aumentar la cantidad de mujeres jugadoras hacen énfasis en los problemas relacionados con la privación de derechos de las mujeres de uno de los ámbitos culturales de más rápido crecimiento, así como la naturaleza del mercado de mujeres jugadoras.[cita requerida] Los esfuerzos para incluir una mayor participación de mujeres en el medio han abordado problemas como la publicidad de género, estereotipos sociales, y la falta de creadoras de videojuegos tales como codificadoras, desarrolladoras, productoras, etc. El término chica gamer se ha utilizado como un término reapropiado para que las jugadoras se describan a sí mismas. Sin embargo también ha resultado contraproducente pues puedo utilizarse como un término ofensivo.[cita requerida]

## Demografía de las mujeres jugadoras
La participación de las mujeres en los videojuegos está en aumento. De acuerdo con una encuesta realizada por la Asociación de Software de Entretenimiento (Entertainment Software Association - ESA) en 2014, las jugadoras en los Estados Unidos aumentaron de un 40% en 2010 a un 48%. Desde entonces, a pesar de la percepción dominante de que la mayoría de los jugadores son hombres, la proporción de jugadores hombres y mujeres es bastante equilibrada, lo que refleja la población en general.
Un estudio publicado en 2008 por el Centro de Investigaciones Pew encontró que entre los adolescentes, el 65% de los hombres y el 35% de las mujeres se describen a sí mismos como jugadores diarios. También se encontró que esta tendencia era más fuerte cuanto más joven era el grupo de edad.  El estudio demostró que, si bien los hombres adultos son significativamente más propensos a jugar juegos de consola, en comparación con las mujeres adultas, es igualmente probable que ellas jueguen en otras plataformas.  No obstante, incluso en esta área, los números se están moviendo hacia la igualdad. Por ejemplo en 2012, Nintendo informó que la mitad de sus usuarios eran mujeres .En 2015 otro estudio del Centro de Investigaciones Pew publicó que el 42% de mujeres estadounidenses poseen consolas de videojuegos propias, mientras que los hombres representan el 37%.  En 2013, la revista estadounidenseVariety informó que la participación de mujeres aumentaba con la edad; el 61% de las mujeres y el 57% de los hombres de 45 a 64 años jugaban videojuegos.
Una encuesta publicada por Asociación para el Entretenimiento Interactivo del Reino Unido (Association for UK Interactive Entertainment - UKIE) a mediados de 2015 dio a conocer a que el 42% de los jugadores del Reino Unido son mujeres.

### Recopilación de datos
La Asociación de Software de Entretenimiento (Entertainment Software Association - ESA) de Estados Unidos ha realizado anualmente encuestas demográficas nacionales desde al menos 1997. Mientras que la Asociación Canadiense de Software de Entretenimiento de Canadá (Entertainment Software Association of Canada - ESAC) lo hace desde 2006. Otras organizaciones, incluida la Asociación de Entretenimiento y Juegos Interactivos (Interactive Games & Entertainment Association) de Australia y Nueva Zelanda, recopilan y publican datos demográficos sobre sus poblaciones constituyentes de forma semi-regular desde el año 2005. En Europa, la Federación de Software Interactivo de Europa (Interactive Software Federation of Europe), así como numerosos grupos nacionales y regionales como la Asociación Belga de Entretenimiento (Belgian Entertainment Association), la Asociación Neerlandesa de Productores e Importadores de Portadores de Imagen y Sonido (Nederlandse Vereniging van Producenten en Importeurs van beeld- en geluidsdragers), y la Asociación para el Entretenimiento Interactivo del Reino Unido (Association for UK Interactive Entertainment - UKIE) comenzaron a recopilar datos sobre jugadoras de videojuegos desde 2012. Estudios de investigación de mercado y encuestas culturales únicos han sido producidos por una amplia variedad de fuentes, incluidos algunos segmentos de la prensa de videojuegos y otros escritores culturales desde la década de 1980.
No solo se ha realizado un seguimiento general de la población de mujeres jugadoras, sino que también se ha realizado un seguimiento de la distribución de esta población en muchas facetas de los videojuegos. Durante más de 10 años, grupos como ESA y ESAC han recopilado datos sobre el género de los compradores de videojuegos, el porcentaje de mujeres jugadoras dentro de ciertos grupos de edad y la cantidad promedio de años que las mujeres jugadoras han estado jugando. Particularmente el ESAC ha profundizado mucho en la información sobre la segmentación del mercado relacionada con la edad entre jugadores hombres y mujeres. Se han recolectado otras estadísticas sobre una amplia variedad de facetas que influyen en el mercado de los videojuegos.

#### Comparativo internacional
La siguiente tabla es un comparativo internacional de la proporción de géneros entre las personas jugadoras de videojuegos. Los datos que representan a países Europeos se obtuvieron de los reportes de la Federación de Software Interactivo de Europa.
| País / Región             | Asociación que realizó el estudio | Proporción en 2012 (mujeres:hombres) | Proporción en 2013 (mujeres:hombres) | Proporción en 2016 (mujeres:hombres) |
| ------------------------- | --------------------------------- | ------------------------------------ | ------------------------------------ | ------------------------------------ |
| Australia                 | IGEA                              | 47 : 53                              | No disponible                        | 47 : 53                              |
| Nueva Zelanda             | IGEA                              | 46 : 54                              | No disponible                        | 46 : 54                              |
| Canadá                    | ESAC                              | 46 : 54                              | 46 : 54                              | 49 : 51                              |
| China                     | 17173                             | No disponible                        | 27 : 73                              | No disponible                        |
| Japón                     | 17173                             | No disponible                        | 66 : 34                              | No disponible                        |
| Corea                     | 17173                             | No disponible                        | 37 : 63                              | No disponible                        |
| Estados Unidos de América | ESA                               | 47 : 53                              | 45 : 55                              | 41 : 59                              |
| Europa                    | ISFE                              | 45 : 55                              | No disponible                        | No disponible                        |
| Austria                   | ISFE                              | 44 : 56                              | No disponible                        | No disponible                        |
| Bélgica                   | ISFE                              | 46 : 54                              | No disponible                        | No disponible                        |
| República Checa           | ISFE                              | 44 : 56                              | No disponible                        | No disponible                        |
| Dinamarca                 | ISFE                              | 42 : 58                              | No disponible                        | No disponible                        |
| Finlandia                 | ISFE                              | 49 : 51                              | No disponible                        | No disponible                        |
| Francia                   | ISFE                              | 47 : 53                              | No disponible                        | 52 : 48                              |
| Alemania                  | ISFE                              | 44 : 56                              | No disponible                        | 49 : 51                              |
| Gran Bretaña              | ISFE                              | 46 : 54                              | No disponible                        | 42 : 58                              |
| Italia                    | ISFE                              | 48 : 52                              | No disponible                        | No disponible                        |
| Países Bajos              | ISFE                              | 46 : 54                              | No disponible                        | No disponible                        |
| Noruega                   | ISFE                              | 46 : 54                              | No disponible                        | No disponible                        |
| Polonia                   | ISFE                              | 44 : 56                              | No disponible                        | No disponible                        |
| Portugal                  | ISFE                              | 43 : 57                              | No disponible                        | No disponible                        |
| España                    | ISFE                              | 44 : 56                              | No disponible                        | 45 : 55                              |
| Suecia                    | ISFE                              | 47 : 53                              | No disponible                        | No disponible                        |
| Suiza                     | ISFE                              | 44 : 56                              | No disponible                        | No disponible                        |

## Prevalencia histórica

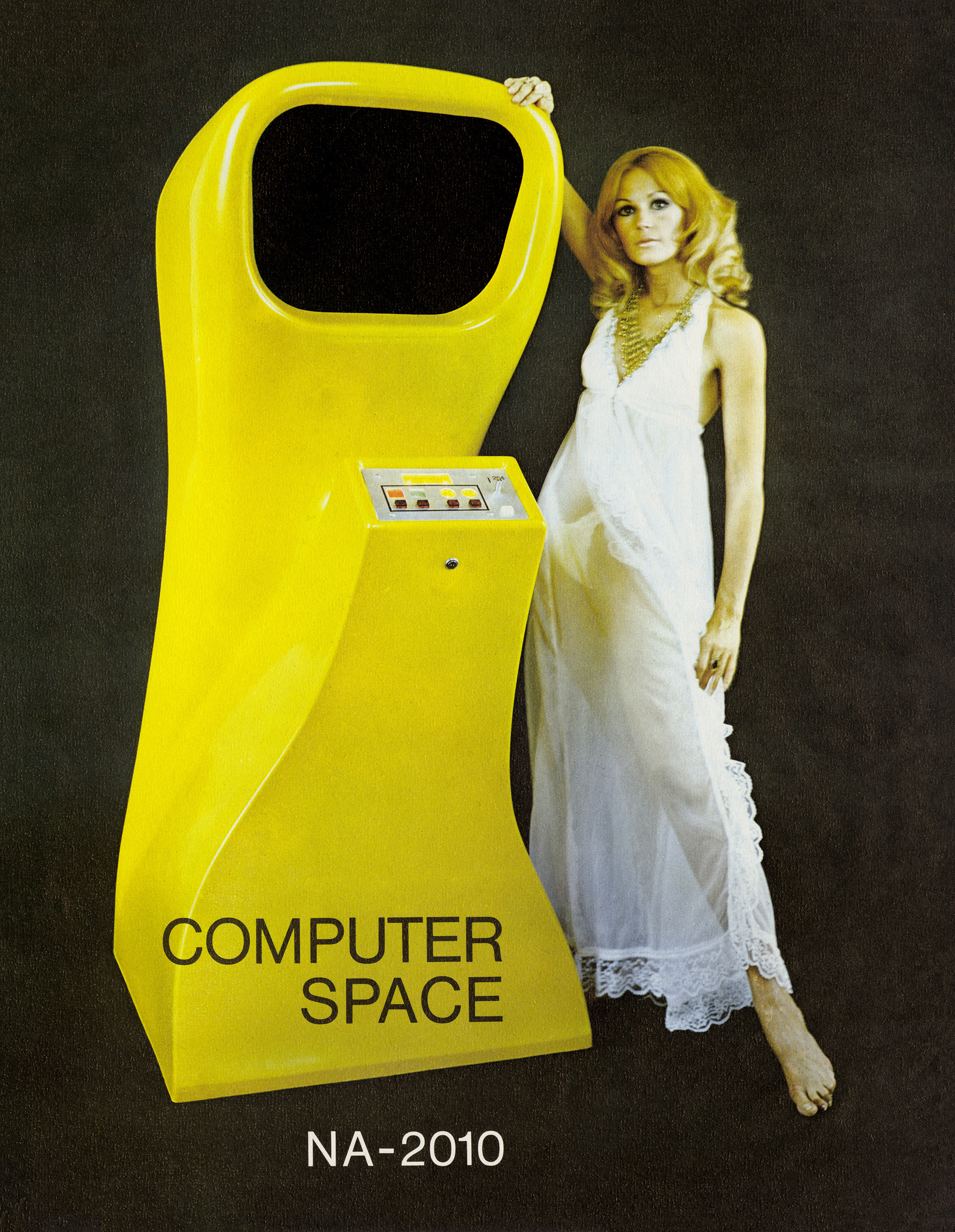
Un volante de 1971 para Computer Space

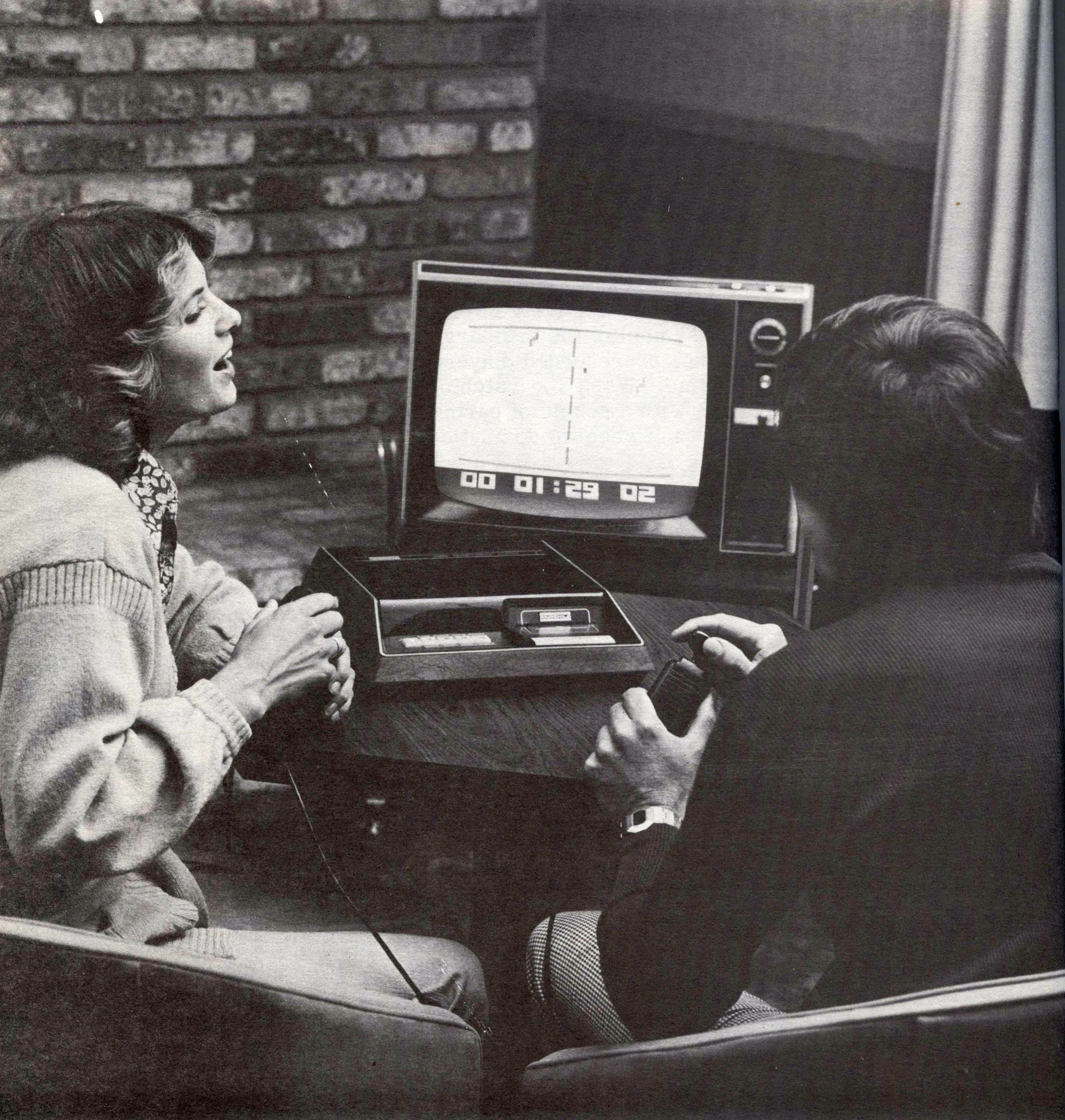
Dos personas tocan un Fairchild Channel F en 1977.

- Toru Iwatani, el creador de Pac-Man, intentó atraer a un público más amplio, más allá de la demografía típica de niños y adolescentes. Su intención era atraer a las niñas a las salas de juegos porque descubrió que había muy pocos juegos que fueran jugados por mujeres en ese momento.[30] Electronic Games informó en 1982 que era "el primer videojuego comercial en involucrar a un gran número de mujeres";[31] la simplicidad para jugar y la falta de violencia atrajeron a muchos jugadores nuevos.  De los nueve juegos de arcade que discutió How to Win Video Games (1982), Pac-Man fue el único con mujeres como mayoría de jugadores.[32] En respuesta, la secuela Ms. Pac-Man, fue lanzada en 1981 y contó con una protagonista femenina.
  - El éxito de Pac-Man hizo que más mujeres se dedicaran al desarrollo de videojuegos.[33]
- En mayo de 1982, el sociólogo Sidney J. Kaplan informó que la composición de los jugadores de videojuegos arcade era aproximadamente 80% masculina y 20% femenina.
- De acuerdo con una encuesta realizada por Electronic Games en 1982, la demografía de las jugadoras de arcade era muy similar a la de sus homólogos masculinos. La mediana de edad de las jugadoras de arcade era de 26 años. Una cuarta parte eran menores de 16 años, y otra cuarta parte entre 16 y 25 años. Se estimó que el 42% pertenecían alrango de edad entre 26 y 40 y un 8% e las jugadoras eran mayores de 40 años.[31]
- How to Win Video Games estimó que los hombres representaban el 95% de los jugadores de Defender y el 90% de Omega Race. Mientras que las mujeres representaban la mitad de los jugadores de Centipede, Donkey Kong, entre otros tres juegos. [32]
- En 1983, el investigador John W. Trinkaus publicó hallazgos de una investigación en la que encontró que había 8 jugadores masculinos por cada 3 jugadoras femeninas en las salas de videojuegos.[34][35]
- En 1983, un ejecutivo de Coleco declaró en la Sociedad Computacional de Boston (Boston Computer Society) que el público objetivo de la nueva computadora doméstica Adam, basada en su consola ColecoVision, eran "niños de 8 a 16 años y sus padres". Creemos que esos son los dos grupos que realmente impulsan las compras de computadoras". Cuando los miembros de la audiencia abuchearon, agregó que la estrategia de marketing se basaba en la investigación del consumidor.[36]
- En 1988, el director ejecutivo de Epyx, David Shannon Morse, declaró que California Games fue el primer juego de su compañía que atrajo por igual a niños y niñas durante las pruebas de juego.[37]
- En 1988, la revista Playthings informó que entre los principales usuarios de videojuegos, las mujeres representaban el 21% de todos los jugadores.[38]
- En 1988, un estudio de Nintendo informó que el 27% de los jugadores de Nintendo Entertainment System (NES) en Estados Unidos eran mujeres.[39]
- Una encuesta realizada por Computer Gaming World en 1993 encontró que el 7% de sus lectores eran mujeres.
- En 1994, una encuesta realizada por Electronic Games informó que, entre las jugadoras estadounidenses,  la videoconsola Sega Genesis era la más popular con un 75% de propiedad. Seguida de Super Nintendo (SNES) con un 58,3% de propiedad, Game Boy con un 58% y MS-DOS con un 50%.[40]
- En 1996, Mattel, Inc. lanzó Barbie Fashion Designer, vendiendo más de 600 000 copias. El juego se consideró un paso importante en el avance del interés por el diseño de juegos para mujeres.[41]
- En 1998, The Boston Globe afirmó que el mercado de los videojuegos para chicas jóvenes estaba "explotando" con títulos como The American Girls Premiere .[42]
- En 2006, Nintendo informó que el 44% de los propietarios de Nintendo DS eran mujeres, y la mayoría de los propietarios de Nintendogs eran mujeres.[43]

## Autoidentificación como jugadoras
En 2015, un estudio publicó que el 48% de las mujeres en los Estados Unidos informaron haber jugado algún videojuego, mientras que solo el 6% se identifica como jugador profesional o gamer, en comparación con el 15% de los hombres que se identifican como gamers. Esto aumenta al 9% entre las mujeres de 18 a 29 años, en comparación con el 33% de los hombres en ese grupo de edad. La mitad de las jugadoras de PC en los Estados Unidos se consideran jugadoras principales o incondicionales . Una encuesta de EEDAR publicada en 2012 reveló que casi el 60% de los jugadores móviles eran mujeres y que el 63% de estas jugadoras móviles jugaban juegos multijugador en línea.
Las connotaciones de "jugador profesional o gamer" con sexismo al margen de la cultura del juego han provocado que las mujeres estén menos dispuestas a adoptar la etiqueta. "Chicas gamer o chicas jugadoras" (Girl gamers" o gamer girls) es una etiqueta para las mujeres que juegan regularmente. Si bien algunos críticos han defendido el uso de la etiqueta como un término reapropiado,  otros han descrito el término como inútil, ofensivo e incluso dañino o engañoso. Por ejemplo, la palabra "chica o niña" (girl), se ha visto como un término inherentemente relacionado con la edad, lo que pasa por alto la diferencia entre las mujeres mayores de 30 años y las mujeres más jóvenes. También se ha descrito que el término "chica jugadora de videojuegos" en lugar de simplemente "jugadora" perpetúa la posición minoritaria de dichas jugadoras. Para muchos críticos que se sienten incómodos con el término "chica jugadora", su aceptación excesiva puede conducir a la perpetuación de estereotipos negativos  Esto, a su vez, puede resultar en un mal diseño del juego. Algunos críticos afirman que no existe una definición única de jugadora y que las jugadoras son tan diversas como cualquier otro grupo de personas.
La falta de modelos a seguir para las jugadoras contribuye a la sensación de que deben editar su feminidad para mantener la credibilidad como jugadoras, y que deben encajar en el papel caricaturizado de "chica jugadora" para ser aceptadas.  Los estereotipos negativos de las jugadoras de videojuegos a menudo provienen de jugadores masculinos que han sido estereotipados negativamente por la sociedad en general. El estigma social contra los juegos ha influido en que algunas mujeres se distancien del término "jugador o gamer", aunque jueguen regularmente. Se ha teorizado que la influencia de los padres perpetúa algunos de estos estereotipos a los que se enfrentan las jugadoras. Por lo general, a los niños se les compran regalos como una videoconsola Xbox mientras que a las niñas se les compran juegos enfocados en niñas como Barbie o juegos educativos.
Algunos críticos como Simon Parkin, de manera conroversial, han sugerido que el término "jugador o gamer" es endémico de la audiencia masculina estereotipada. Por lo que se ha vuelto obsoleto debido a los cambios demográficos de la industria.

## Preferencias de género
Existen diferencias entre los géneros de videojuegos preferidos tanto por mujeres como por hombres. Un informe publicado en 2017 por la empresa de análisis de videojuegos Quantic Foundry, encontró proporciones variables de jugadores masculinos y femeninos dentro de diferentes géneros de juegos, tras encuestar a aproximadamente 270 000 jugadores. Dicho estudio no atribuyó la causa de las diferencias en los porcentajes solo al género, sino que estableció una correlación entre los juegos menos jugados por mujeres y las características que desalientan a las mujeres, tales como la falta de protagonistas femeninas, la comunicación requerida con extraños en línea o la tendencia a provocar movimiento, lo que provocaba mareos en las jugadoras. El estudio también menciona que, dentro del mismo género, algunos juegos específicos muestran un porcentaje notablemente mayor o menor de mujeres que otros títulos similares. Un informe de análisis de contenido de 571 juegos lanzados entre 1983 y 2014 con personajes femeninos para jugar aborda una de las posibles razones detrás de la falta de mujeres en ciertos géneros de videojuegos. Las mujeres optan por evitar ciertos géneros que representan personajes femeninos de manera negativa, como la cosificación, para no convertirse en parte de un "ciclo que se perpetúa a sí mismo".
El estudio informó las siguientes proporciones de hombres y mujeres jugadores con respecto a géneros específicos:
| Género                        | Mujer      | Hombres | Juegos atípicos dentro del género.            |
| ----------------------------- | ---------- | ------- | --------------------------------------------- |
| Partido-3                     | 69%        | 31%     | Saga Candy Crush (83% mujeres)                |
| Simulador familiar o agrícola | 69%        | 31%     |                                               |
| Rompecabezas informal         | 42%        | 58%     |                                               |
| exploración atmosférica       | 41%        | 59%     |                                               |
| Teatro interactivo            | 37%        | 63%     |                                               |
| MMO de alta fantasía          | 36%        | 64%     |                                               |
| juego de rol japonés          | 33%        | 66%     |                                               |
| juego de rol occidental       | 26%        | 74%     | Dragon Age: Inquisición (48% mujeres)         |
| Roguelike de supervivencia    | 25%        | 75%     |                                               |
| Plataformas                   | 25%        | 75%     |                                               |
| construcción de la ciudad     | 22%        | 78%     |                                               |
| RPG de acción                 | 20%        | 80%     |                                               |
| Salvadera                     | 18%        | 82%     |                                               |
| Acción Aventura               | 18%        | 82%     |                                               |
| MMO de ciencia ficción        | dieciséis% | 84%     | Star Wars: La Antigua República (29% mujeres) |
| Mundo abierto                 | 14%        | 86%     | Assassin's Creed Syndicate (27% mujeres)      |
| estrategia por turnos         | 11%        | 89%     |                                               |
| MOBA                          | 10%        | 90%     |                                               |
| gran estrategia               | 0 7%       | 93%     |                                               |
| Tirador en primera persona    | 0 7%       | 93%     |                                               |
| Carreras                      | 0 6%       | 94%     | Mario Kart Tour (40% mujeres)                 |
| Tirador táctico               | 0 4%       | 96%     |                                               |
| Deportes                      | 0 2%       | 98%     |                                               |

Mientras que el público masculino prefiere la acción y el combate rápidos y explosivos, las mujeres tienden a preferir la comunicación durante el juego y las relaciones interpersonales, tales como el desarrollo del personaje y dinámica de la trama. Se ha demostrado que las mujeres prefieren los videojuegos de rol en lugar de los juegos de disparos en primera persona El académico Thomas W. Malone, de la Universidad de Stanford, encontró que las niñas preferían jugar un videojuego del ahorcado en lugar de una simulación de dardos, el cual los niños disfrutaban.
Las actividades dentro del juego también pueden influenciar en la preferencia de hombres o mujeres a jugarlos, particularmente en juegos con tramas menos lineales, como la serie Grand Theft Auto . A menudo se caracteriza a las mujeres por preferir juegos basados en historias o juegos constructivos como Los Sims o Civilization, sin embargo esto no es una verdad universal. En 2013, la revista estadounidense Variety informó que el 30% de las mujeres jugaban juegos más violentos. De este 30%, el 20% había jugado Call of Duty y el 15% había jugado Grand Theft Auto. Ha existido un interés persistente por parte de las mujeres en los videojuegos de acción y aventuras y videojuegos de rol multijugador masivos en línea (MMORPG) como lo son World of Warcraft y Second Life. En comparación con los hombres, las jugadoras de MMORPG tienden a poner más énfasis en la socialización en comparación con el juego solamente orientado al logro. Este énfasis en la socialización se extiende más allá del juego en sí. Un estudio publicado en el Journal of Communication en 2009, los investigadores encontraron que el 61% de las jugadoras de MMORPG jugaban con una pareja romántica, en comparación con el 24% de los hombres.
De acuerdo con datos recopilados por Quantic Foundry en 2016, las motivaciones principales por las que las personas juegan videojuegos difieren, en promedio, según el género. Por ejemplo, los hombres con frecuencia buscan competir con otros y destruir cosas; mientras que las mujeres a menudo quieren completar desafíos y sumergirse en otros mundos. La tabla a continuación muestra algunas de las principales motivaciones.
| Motivación primaria | Descripción                                                          | Mujer      | Hombres |
| ------------------- | -------------------------------------------------------------------- | ---------- | ------- |
| Terminación         | Terminando todo, encontrando todos los coleccionables y ubicaciones. | 17%        | 10%     |
| Fantasía            | Inmersión y exploración de otros mundos                              | dieciséis% | 0 9%    |
| Diseño              | Expresarse, construir o personalizar cosas.                          | 15%        | 0 6%    |
| Comunidad           | Socializar y colaborar con otros.                                    | 10%        | 0 9%    |
| Historia            | Narrativa elaborada, personajes bien desarrollados.                  | 0 9%       | 0 6%    |
| Destrucción         | Explotando cosas, creando caos                                       | 0 8%       | 12%     |
| Descubrimiento      | Preguntar "¿qué pasaría si?", buscando resultados novedosos          | 0 7%       | 0 6%    |
| Competencia         | Competir con otros jugadores                                         | 0 5%       | 14%     |
| Estrategia          | Toma de decisiones y planificación, equilibrando recursos y metas    | 0 5%       | 0 8%    |
| Fuerza              | Maximizando el poder en el juego, obteniendo los mejores artículos.  | 0 4%       | 0 6%    |
| Excitación          | Acción, emoción, jugabilidad trepidante                              | 0 3%       | 0 6%    |
| Desafío             | Ejercer destrezas y habilidades personales, que requieren práctica.  | 0 3%       | 0 7%    |

Si bien la publicidad de los videojuegos era inicialmente neutral en cuanto al género, ésta comenzó a reducir su enfoque a los niños pequeños como mercado objetivo luego de la crisis de los videojuegos de 1983 . Aunque los éxitos comerciales como Myst y Los Sims atrajeron a las mujeres, algunos los consideraron fuera de la corriente principal de los juegos. El crítico Ian Bogost opinó: "Estamos viendo hacia donde no hay diversidad y decimos que esos juegos son los juegos más válidos". Los estudios de la industria sobre la falta de mujeres en los juegos también han sufrido en ocasiones sesgos de interpretación. Kevin Kelly de Joystiq ha sugerido que un alto grado de razonamiento circular es evidente cuando son los desarrolladores hombres utilizan ciertos grupos focales e investigan los números para determinar qué tipo de videojuegos juegan las niñas. Después de hacer un juego malo que apunta a las áreas sugeridas por la investigación de mercado, resulta en una falta de popularidad del juego entre ambos géneros. Esto generalmente se atribuye al prejuicio incorrecto de que "las niñas no juegan", en lugar de considerar los verdaderos problemas subyacentes, como la mala calidad y jugabilidad del juego. Si bien los datos de mercado y la investigación son importantes para revelar que los mercados existen, de acuerdo con Kevin Kelly, no deberían ser el factor rector en cómo hacer un juego que atraiga a las niñas y mujeres. También se ha presentado el argumento de que los participantes en el estudio a menudo sesgan el énfasis en la investigación de mercado. En estudios sobre hombres jugadores de la generación baby boom, los jugadores mostraron una marcada aversión a la violencia. La conclusión incorrecta que podría extraerse de este resultado, que a los hombres no les gustan los juegos violentos, por lo que es un claro ejemplo de las conclusiones incorrectas extraídas de algunos estudios de juegos orientados a niñas y mujeres. Se ha sugerido que los desarrolladores de videojuegos pueden aprender lo que las niñas quieren o buscan en un videojuego al observar las similitudes en cómo los diferentes equipos de niñas reaccionarían y modificarían un juego si se les presenta la oportunidad.

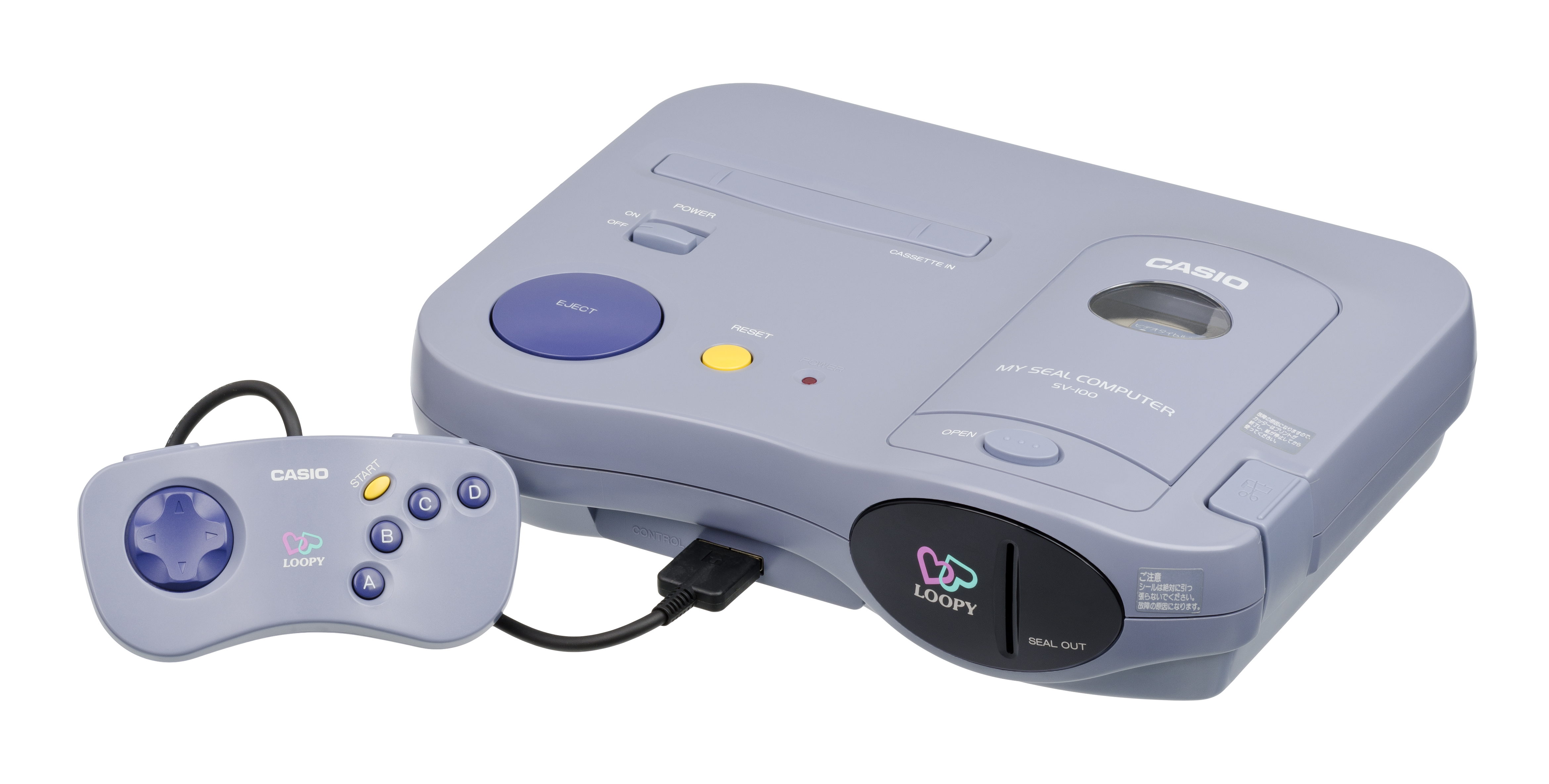
El Casio Loopy, creado por Casio y lanzado en octubre de 1995 en Japón, fue único en el sentido de que su comercialización estaba completamente dirigida a las jugadoras.

En el pasado, los "juegos para niñas" se crearon con frecuencia adaptando material orientado a las niñas en otros medios como El Club de las Canguro (The Baby-sitters Club), Barbie y Nancy Drew, dejando temáticas como el deporte, los simuladores de conducción, juegos de rol, o juegos de disparos en primera persona para el público masculino. Sin embargo, esto comenzó a cambiar con la expansión del feminismo emprendedor y el concepto de "juegos de niñas para niñas", el cual ha sido adoptado por compañías como Her Interactive, Silicon Sisters y Purple Moon; todas ellas, empresas emergentes de videojuegos con mujeres propietarias y las cuales en gran parte cuentan con personal femenino. Al crear videojuegos diseñados con respecto a la investigación sociológica, psicológica y cognitiva de los intereses culturales de las niñas, estas empresas buscan despertar un mercado solo para mujeres que enfatice las diferencias fundamentales entre lo que quieren las niñas y los niños en los videojuegos. El movimiento para expandir el mercado existente para incluir a las mujeres a través del desarrollo de juegos de género neutro también ha tenido varios defensores. Los críticos han propuesto que las jugadoras, especialmente las jugadoras mayores prefieren juegos de género neutral como Tetris, ¿Dónde está Carmen Sandiego en el mundo?, o los juegos de King's Quest , en comparación con los llamados "juegos de chicas".
En Corea del Sur se examinaron los hábitos de juego en los cibercafés, y se encontró un aumento en el número de jugadoras que juegan públicamente a juegos como Lineage. Otros países asiáticos muestran que este tipo de juego público femenino sigue siendo raro. De igual forma, los juegos como Tamagotchi se consideran neutrales en cuanto al género en Japón, pero en Occidente se los considera juegos para niñas. En otros casos, las tendencias femeninas en un país pueden ser indicadores de cambios asociados en otros. Tal es el caso de un número creciente de jugadoras de Lineage en Corea que ha llevado a un mayor número de jugadoras de Lineage en Taiwán. En Japón, el auge de la cultura linda, más conocida como kawaii, y su mercadeo asociado ha hecho que los juegos sean accesibles para las niñas. Esta tendencia también se ha trasladado a Taiwán y recientemente a China. Ambos países se habían centrado anteriormente principalmente en los MMO, donde los padres suelen imponer restricciones más duras a las hijas que a los hijos.

### Niveles de habilidad
Se has identificado algunos aspectos en particular que impactan negativamente en el interés del público femenino: el grado de experiencia con las convenciones de juego y la familiaridad con los controladores del juego necesarios para jugar.  Se ha descubierto que los tutoriales de los videojuegos atraen a ambos sexos más rápido a los videojuegos. Los controladores como el Wii Remote de Nintendo, Kinect de Microsoft, o los controladores de juegos de ritmo, han impactado la demografía al hacer que los juegos sean más fáciles de aprender al tiempo que brindan una mejor igualdad de condiciones. Esta tendencia ha continuado gracias a los esfuerzos de Nintendo tras el lanzamiento de la consola Wii.  Leigh Alexander argumentó que atraer a las mujeres no implica necesariamente una menor dificultad o complejidad. En 2012, los desarrolladores de Borderlands 2 fueron criticados por referirse a un nivel de dificultad reducida como "modo novia". Sin embargo, la brecha de habilidades o desempeño percibida entre hombres y mujeres puede ser alimentada por otros factores distintos al género. En un estudio realizado en 2016 y publicado en el Journal of Computer-Mediated Communication, los investigadores demostraron que, después de controlar factores de confusión como la cantidad de tiempo de juego y la membresía del gremio, las jugadoras avanzan tan rápido como lo hacen los hombres. Los juegos evaluados en este estudio fueron los MMO, Western EverQuest II y el Romance de los Caballeros Chinos III .

### Presencia femenina en los videojuegos
En los últimos años se ha visto una mayor interacción de las mujeres en los videojuegos, esto debido a que la industria ha ido evolucionando, permitiendo la jugabilidad en distintos dispositivos, como lo son el celular, consolas, computadoras, tabletas, etc. Eso permite que el acceso a distintos juegos sea más fácil y se puedan descubrir el mundo que existe respecto a las distintas categorías que hay. También ayudó a que descubrieran o redescubrieran su pasión por los videojuegos. 
Pero con esto también se descubrió que el tema de las mujeres en los videojuegos no era tan valorado o no se había notado, ya que era un mundo “dirigido” hacia los hombres, pero realmente el rol de las mujeres en la comunidad se ha convertido en un factor relevante en la industria, recordando que los videojuegos son un canal para estar conectados y entretenidos.

### Comportamiento masculino hacia las jugadoras
Un estudio publicado en 2015 demostró que los jugadores hombres menos calificados en Halo 3 eran más hostiles hacia sus compañeros de equipo con voz femenina; no obstante, se comportaban de manera sumisa con aquellos jugadores con voz masculina. Por otro lado, los jugadores masculinos más hábiles se comportaron de manera más positiva hacia las jugadoras. Los autores de dicho estudio argumentaron la hostilidad masculina hacia las jugadoras en términos de psicología evolutiva. Los investigadores indican que: "la interrupción de una jerarquía masculina iniciada por mujeres incita el comportamiento hostil de los hombres de bajo rendimiento que son quienes pueden perder la mayor parte del estatus". Un segundo estudio, encontró que las jugadoras que puntúan más bajo en la dimensión de síntesis de la identidad feminista tienen misoginia internalizada, mientras que las jugadoras que puntúan más alto son más resistentes a ella Este estudio se refiere solo a los videojuegos de consola populares, sin embargo, los resultados presentados brindan una posible razón del por qué ciertas jugadoras pueden continuar jugando a pesar de las actitudes hostiles en los juegos en línea por parte de sus homólogos masculinos.

## Mujeres en los deportes electrónicos

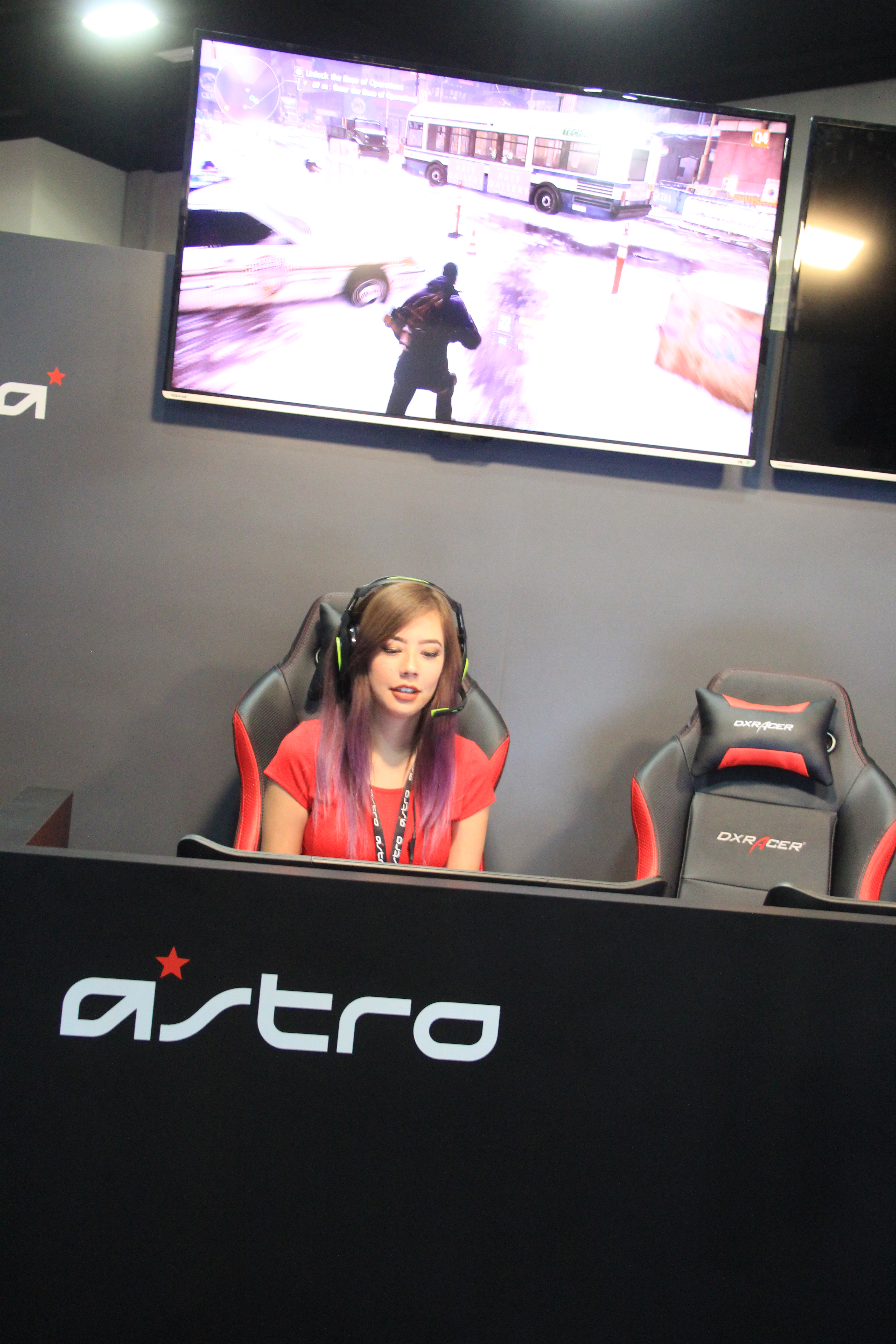
PAX Sur 2016, Texas, EE. UU.

Las mejores jugadoras en los deportes electrónicos o Esports obtienen exposición principalmente en torneos exclusivos para mujeres, incluidos juegos como Counter-Strike, Dead or Alive 4 y StarCraft II .
- La jugadora canadiense de StarCraft II, Sasha Hostyn (conocida como Scarlett), ganó notoriedad por primera vez en las clasificatorias abiertas de IGN ProLeague 4, donde derrotó a jugadoras coreanas de primer nivel. Es conocida por ser una de las pocas jugadoras no coreanas que puede jugar al mismo nivel de habilidad que los jugadores coreanos.[73]
- En 2012, la jugadora de Street Fighter x Tekken, ArisBakhtanians, comentó sobre la falta de jugadoras en la comunidad a lo que dijo "el acoso sexual es parte de una cultura, y si lo eliminas de la comunidad de juegos de lucha, no es la comunidad de juegos de lucha".[74] Más tarde se disculpó por dichos comentarios.[75]
- En 2014, los organizadores de un torneo de Hearthstone en Finlandia fueron criticados por limitar las inscripciones solo a jugadores masculinos.[76] Esto se debió a que el torneo era un clasificatorio fuera de línea para el Campeonato Mundial IeSF, para el torneo Hearthstone abierto solo para jugadores hombres. Esto se hizo ya que el ganador del clasificatorio finlandés correría el riesgo de no ser elegible para participar en el evento principal si ese jugador fuera mujer.[77] Tiempo después la organización IeSF eliminó la restricción solo para hombres de todos sus torneos. A su vez, el clasificatorio finlandés que originalmente provocó la controversia también eliminó esta restricción.[78]
- En diciembre de 2015, Kayla "Squizzy" Squires se convirtió en la primera jugadora de  Call of Duty en convertirse en profesional al clasificarse para la Call of Duty World League en la región australiana.[79]
- Maria "Remilia" Creveling, jugadora de League of Legends, terminó en primer lugar en 2015 en el split de verano de la serie Challenger junto con sus compañeros de equipo Renegades. Esto resultó en la clasificación del equipo para el split de primavera de la serie de campeonato de la liga de América del Norte (NA LCS) para 2016.[80] María se convirtió en la primera mujer y la primera jugadora transgénero en competir profesionalmente en la (NA LCS). Se unió a Renegades como su jugadora de apoyo, pero decidió retirarse de la lista inicial del equipo tres semanas después del Split de primavera de 2016 (NA LCS) por razones de salud mental como problemas de ansiedad y autoestima.[81][82]
- El 17 de marzo de 2016, la organización de esports Team Secret entró en la escena competitiva Counter-Strike: Global Offensive CS:GO con la jugadora Julia "juliano" Kiran como líder del juego.[83] El equipo ganó el torneo femenino en los Juegos de Copenhague de 2016.[84]
- Dota 2 sigue estando dominado exclusivamente por hombres cuando se trata de torneos prestigiosos, y las mujeres se abren paso principalmente en los puestos de caster y staff. Jorien 'Sheever' van der Heijden, comentarista, se ha pronunciado sobre el ciberdeporte femenino en Dota 2 en 2019. En su opinión, los torneos exclusivamente femeninos podrían acabar dando lugar a equipos mixtos:

En realidad hay muchos equipos femeninos en Dota 2. Y me parece que llevan tiempo jugando entre ellas en sus propias ligas privadas. Hace poco salió un artículo (aunque no recuerdo el título) que describía perfectamente el estado de la escena femenina de Dota. Ya hay torneos exclusivamente femeninos en Dota, y si hay más, ¿por qué no? No serán un sustituto de los torneos regulares para todo el mundo, sino un nicho aparte para las competiciones femeninas. Y espero que haya al menos una jugadora que vaya contra el sistema y cree un equipo mixto, demostrando que las mujeres también pueden jugar bien.
Michelle 'Moxxi' Song, comentarista, declaró en 2020 que es muy escéptica sobre la idea del desarrollo de ciberdeportes femeninos en Dota 2 debido a la arraigada misoginia:
[¿Crees que Dota necesita desarrollar ciberdeportes femeninos?] No creo que sea necesario. Habría muchos problemas. Por ejemplo, cuando tienes a una mujer en tu equipo, ya sea en un pub o en la escena profesional, muchos jugadores no la tomarán en serio. Tendrán miedo de decir algo porque les callarán enseguida. Por otro lado, una buena idea sería crear un lugar en el que las chicas puedan jugar con más confianza, pudiendo llegar con el tiempo al escenario principal.
Alexandra 'Mirmedix' Shumskaya, coach de psicología y comunicación en ciberdeportes, cree que la escasa presencia de mujeres en los ciberdeportes se debe a factores tanto históricos como biológicos:
En primer lugar, a vestigios sociales históricos. El segundo es cómo surgieron los juegos en primer lugar. Al principio, sólo jugaban los chicos. Los primeros ordenadores, clubs.... Las chicas no iban a los clubes de informática. Resulta que el umbral de entrada es tal que el público estaba fijado inicialmente, y así resultó. Bueno, además de las emociones que la gente consigue en el momento de jugar a los juegos, que están más cerca de los hombres - logro, para ser el más fuerte. Es genético.

## Mujeres en la industria de los videojuegos

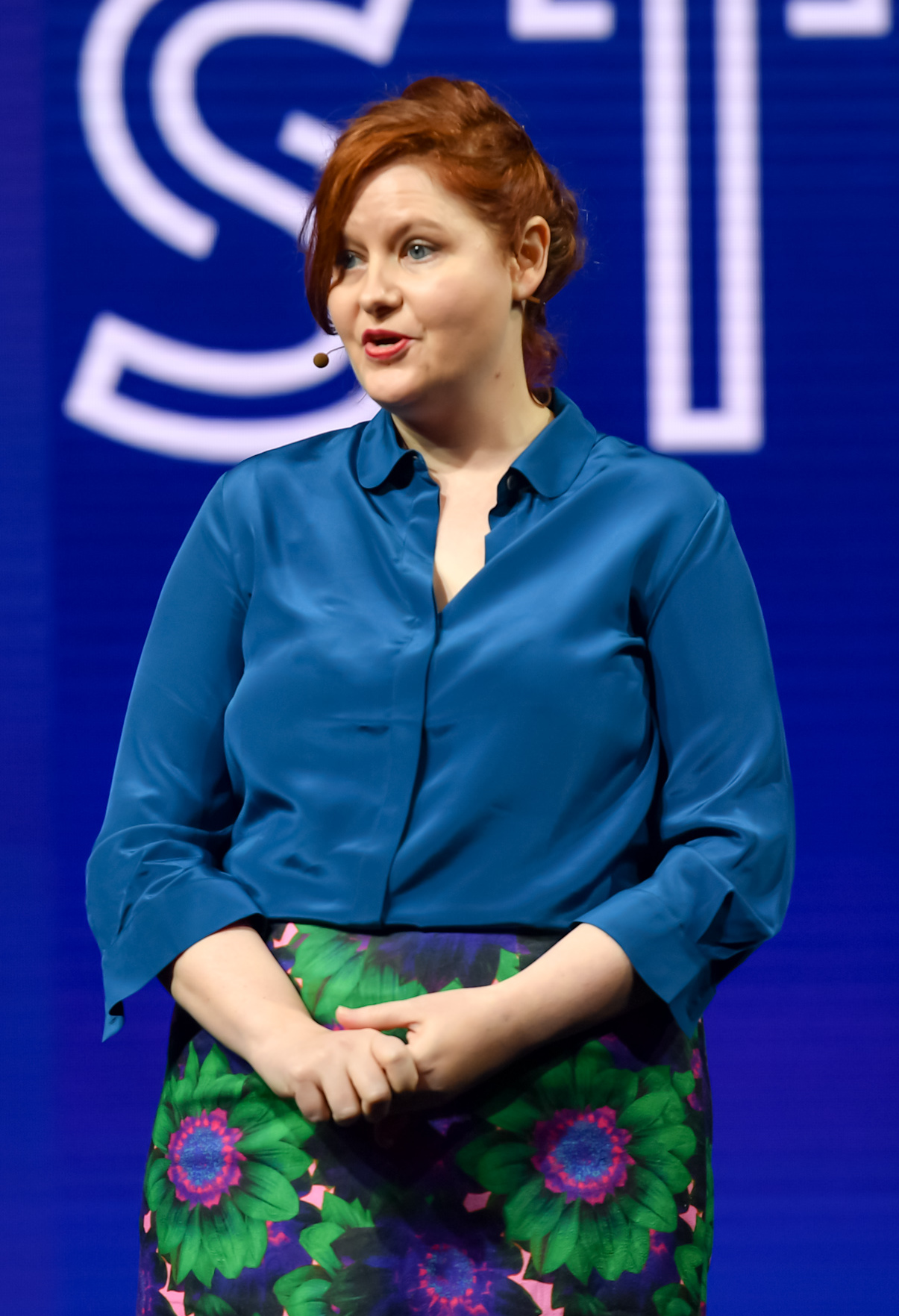
Siobhan Reddy hablando en la Game Developers Conference 2019

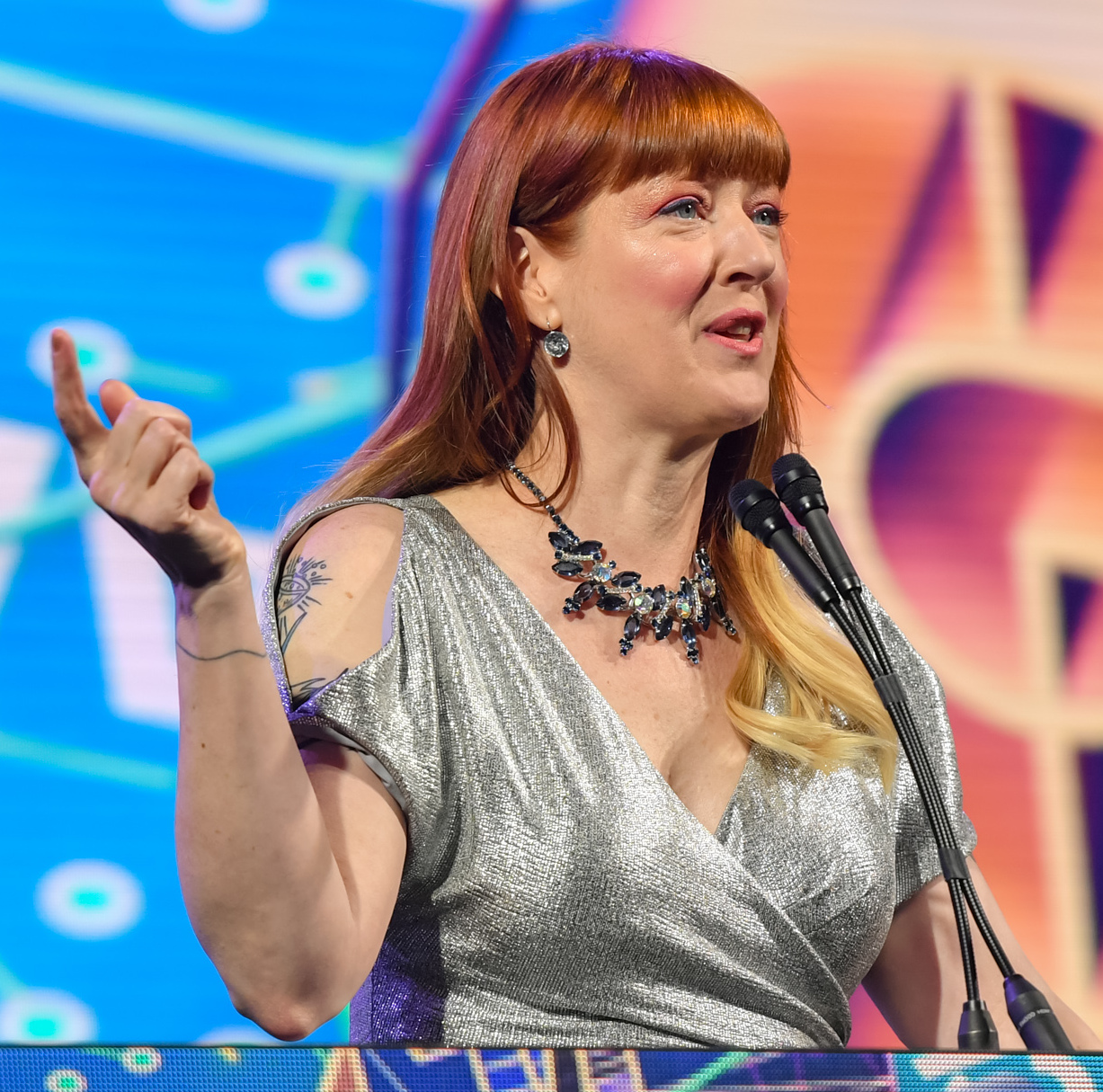
Robin Hunicke hablando en la Conferencia de Desarrolladores de Juegos 2018

Las mujeres han sido parte de la industria de los videojuegos desde la década de 1960. Mabel Addis de The Sumerian Game (1964) fue la primera escritora de un videojuego y la primera diseñadora de juegos. Carol Shaw es reconocida como la primera mujer en desarrollar un videojuego lanzado comercialmente. Se trató de 3-D Tic-Tac-Toe para Atari 2600 en 1978, aunque el videojuego que la lanzó a la fama fue River Raid en 1983. Otras pioneras en el campo incluyen a Dona Bailey, quien programó  Centipede, el juego de arcade de 1981 y sus versiones para consolas domésticas. Roberta Williams por otra parte coescribió con su esposo Ken el juego de aventuras Mystery House para computadoras personales en 1980. Más tarde fue co-fundadora de Sierra Entertainment.
En 1989, según la revistaVariety, las mujeres constituían solo el 3% de la industria del juego. En 2013 el director creativo de Lionhead Studios, Gary Carr, predijo que dentro de los próximos 5 a 10 años, la fuerza laboral de desarrollo de juegos sería 50% femenina. Según la encuesta de salarios en 2014 de desarrolladores de videojuegos de Gamasutra, las mujeres en Estados Unidos ganaban 86 centavos por cada dólar que ganaban los hombres. Las mujeres que diseñaban juegos tenían la equidad más cercana, ganando 96 centavos por cada dólar que ganaban los hombres en el mismo trabajo. Las mujeres dedicadas a los aspectos de audio en los videojuegos ganan aproximadamente 90 centavos por cada dólar que ganan los hombres, de acuerdo con la encuesta de la industria del audio de GameSoundCon publicada en 2019. Esto considerando que por general las mujeres tienen 2.4 años menos de experiencia que los hombres en esta área. Tomando en cuenta la diferencia de experiencia, "el costo de ser mujer [en el audio de videojuegos] es de 2.15 años de experiencia". Las mujeres y las personas no binarias constituyen aproximadamente el 14 % de los profesionales del audio de juegos
La siguiente tabla muestra la proporción de mujeres entre los desarrolladores de juegos en varios países entre 2005 y 2010.
| País           | Año  | Porcentaje |
| -------------- | ---- | ---------- |
| Japón          | 2010 | 12,8%      |
| Canadá         | 2005 | 10-15%     |
| Australia      | 2010 | >10%       |
| Estados Unidos | 2005 | 11,5%      |
| Reino Unido    | 2009 | 4%         |

### Grupos de apoyo para mujeres en la industria de los videojuegos

#### Grupo de Interés Especial de Mujeres en los Juegos (Women In Games Special Interest Group - WIGSIG)
WIGSIG es un grupo de interés especial de la Asociación Internacional de Desarrolladores de Juegos (International Game Developers Association - IDGA). El grupo se formó con el objetivo de fomentar un impacto positivo en la industria de los juegos con respecto al equilibrio de género en el lugar de trabajo y/o en el mercado. Éste proporciona una comunidad, recursos y oportunidades para las personas en la industria de los videojuegos. También sirve para evaluar el número de mujeres en la industria de los videojuegos y rastrear los cambios de dichos números a lo largo del tiempo. Además, trabaja para reclutar mujeres y hacer que el campo sea más atractivo para ellas, al tiempo que brinda el apoyo y las conexiones necesarias para tener éxito.

#### Mujeres en Juegos Internacionales
Women in Games International (WIGI) fue fundada en 2015 y es una organización compuesta por mujeres y hombres profesionales. Trabaja para promover la inclusión y el avance de las mujeres en la industria global de los videojuegos. WIGI promueve la diversidad en el desarrollo, la publicación, los medios, la educación y los lugares de trabajo de videojuegos, con base en la creencia fundamental de que una mayor igualdad y camaradería entre los géneros puede generar impactos globales para productos superiores, más disfrute del consumidor y una industria de juegos más sólida. Women In Games International se erige como firme defensora de cuestiones cruciales para el éxito de hombres y mujeres en la industria de los videojuegos, incluido un mejor equilibrio entre el trabajo y la vida personal, condiciones de trabajo saludables, mayores oportunidades de éxito y recursos para el apoyo profesional.

#### Mujeres en trabajos de juegos (Women In Games Jobs - WIGJ)
Mujeres en trabajos de juegos (Women In Games Jobs - WIGJ) es un grupo que trabaja para reclutar, preservar y brindar apoyo para el avance de las mujeres en la industria de los videojuegos. Lo hacen respaldando de manera positiva y enérgica a los modelos a seguir femeninos y brindando apoyo e información a las mujeres interesadas en trabajar en este campo. El grupo se constituyó el 2 de junio de 2011 en virtud de la Ley de Sociedades de 2006 del Reino Unido, como una organización sin fines de lucro, también conocida como Compañía de Interés Comunitario. En los últimos años, las empresas de enfocadas en el desarrollo de videojuegos han buscado equilibrar las proporciones de género en los equipos de desarrollo. Gracias a ello, videoconsolas como Wii y Nintendo DS han visto un aumento en el número de jugadoras. Además de utilizar este creciente interés en las mujeres en la industria del desarrollo de videojuegos, WIGJ trabaja para tener a más mujeres en aspectos relacionados con el desarrollo de juegos tradicionales con menos estigma asociado. Este grupo busca ayudar a las mujeres a encontrar su lugar dentro del creciente y gratificante campo del desarrollo de videojuegos.

### Tratamiento de la mujer en la industria.
Por lo general las mujeres han sido una minoría demográfica de la comunidad del desarrollo de videojuegos. Quienes son parte de dicha comunidad trabajaban en una cultura dominada por hombres. A partir de 2021, mientras que las mujeres constituyen al menos la mitad de todos los jugadores de videojuegos, representan solo alrededor del 25% de todos los desarrolladores.
En los primeros días de la historia de los videojuegos entre las décadas de 1970 y 1980, debido a la naturaleza más casual de las relaciones entre géneros como consecuencia de la Revolución Sexual, surgieron muchas historias de compañías como Atari, Inc. donde las empleadas eran tratadas más como objetos sexuales que como compañeras de trabajo. Nolan Bushnelll, fundador de Atari, había sido nominado para el Premio Pioneer (Pioneer Award) en los Game Developers Choice Awards de 2019, sin embargo varios defensores expusieron historias de la atmósfera sexista que Bushnell había promovido en Atari. Si bien Bushnell aceptó rechazar el premio y se disculpó con cualquiera a quien pudiera haber ofendido en el pasado, otras ex-empleadas de Atari dieron un paso al frente para defender a Bushnell. Ellas afirmaron que todas participaban voluntariamente en esa cultura laboral, aunque reconocieron que su aceptabilidad había ocurrido hace mucho tiempo.
La controversia de Gamergate ocurrida en 2014 expuso cómo una minoría de jugadores percibía a las desarrolladoras. Se trató de un acoso prolongado y amenazas contra varias desarrolladoras y quienes las apoyaban bajo el pretexto de "ética en el periodismo de videojuegos". Acercándose al inicio del movimiento Me Too en la década de 2010, la controversia de Gamergate fue vista como un preludio potencial para que la industria experimentara su propio tipo de movimiento Me Too y reconociera la hostilidad que las mujeres en esta industria a menudo enfrentaban. Sin embargo, para 2018, Keza MacDonald de The Guardian, reconoció que "la industria de los videojuegos aún no ha tenido su momento #MeToo".
Si bien algunas historias individuales de desarrolladores específicos acusados de conducta sexual inapropiada contra compañeras de trabajo ocurrieron entre 2014 y 2018, la industria vio su primer incidente importante a gran escala más tarde en 2018. Riot Games fue objeto de revisión después de un informe publicado en Kotaku ese mismo año en el que exponía entrevistas con algunas docenas de empleadas actuales y anteriores, donde afirmaban que había una cultura sexista en la empresa. La investigación condujo a una demanda colectiva presentada por los empleados contra Riot, que finalmente se resolvió extrajudicialmente por $10 millones de dólares estadounidenses . Una segunda investigación realizada por el Departamento de Vivienda y Empleo Justo (Department of Fair Employment and Housing - DFEH) de California descubrió que había más problemas en Riot de los que se habían revelado anteriormente por lo que cuestionó el acuerdo argumentando que los empleados debían una compensación mayor por el comportamiento pasado de Riot, de hasta $400 millones de dólares estadounidenses. La clase se retiró del acuerdo anterior y, a partir de febrero de 2021, continúan buscando acciones legales contra Riot.
Posteriormente, en agosto de 2019 la situación en Riot tuvo un segundo escándalo cuando varias desarrolladoras femeninas y no binarias se manifestaron para acusar a sus compañeros de trabajo y otras personas en la industria de conducta sexual inapropiada. La cantidad de acusaciones se consideró un primer punto de inflexión importante en el que la industria tuvo que lidiar con problemas sobre cómo la industria trataba a las mujeres.
A principios de 2020, varios empleados de Ubisoft acusaron a numerosos ejecutivos de conducta sexual inapropiada. Denunciaron también que el departamento de recursos humanos de la empresa hizo poco para responder a las quejas internas. Las revisiones internas de estas quejas llevaron al despido de varios ejecutivos y directores generales de estudios durante 2020 y la empresa se comprometió a atender mejor este tipo de problemas. La empresa fue demandada en 2021 por un grupo sindical francés quienes demandaban que muy poco había cambiado dentro de la empresa como resultado de las denuncias y cambios posteriores.
Activision Blizzard también estuvo bajo el escrutinio del DFEH de California en julio de 2021. Se presentó una denuncia legal contra la empresa basada en una investigación de dos años por mantener una cultura de "fraternidad masculina" que promovía la conducta sexual inapropiada contra las empleadas dentro de la empresa y desalentaba el ascenso laboral de las mujeres. Las respuestas iniciales al DFEH por parte de la gerencia actual parecían descartar las preocupaciones de la demanda. Esto llevó a que los empleados dentro de la empresa exigieran que la gerencia tratara las quejas como válidas. También ocasióno desprecio por parte de grupos externos contra los productos de Activision y Blizzard.
A pesar de los incidentes con Riot y Ubisoft, para 2021 estos aún no habían tenido un efecto mayor en la industria. En general, estos incidentes fueron descartados por los medios de comunicación más importantes, contrastantemente con las historias de conducta sexual inapropiada que ocurrieron en el cine o la televisión en eventos anteriores a los demandados como parte del movimiento Me Too. Estas empresas tuvieron algunos meses turbulentos a medida que se presentaban estos juicios o incidentes, pero por lo demás parecían tratar de encubrir la situación y volver al statu quo lo más rápido posible.

## Mujeres en la transmisión de videojuegos
La relación entre las mujeres y la retransmisión de videojuegos en vivo ha sido difícil. A medida que los servicios de transmisión como YouTube y Twitch se hicieron cada vez más populares, las jugadoras comenzaron a sumarse. Una investigación encontró que el 52% del mundo de los videojuegos está compuesto por mujeres Sin embargo, la mayoría sigue siendo menos visible en el contexto de la cultura dominante, debido a los estereotipos entre masculinidad y juego.

## Disparidad de género
Algunos críticos atribuyen la aparente falta de interés en los videojuegos por parte de las mujeres a la representación negativa de ellas en la mayoría de los videojuegos, así como las actitudes misóginas comunes entre los jugadores profesionales y expertos.  En 2012 se dio una discusión en Twitter entre mujeres que trabajan en la videojuegos. Recopilada bajo el hashtag #1reasonwhy, expuso que prácticas sexistas como la sobresexualización de personajes femeninos, el desinterés en temas que les importan a las mujeres, así como el acoso laboral y la desigualdad salarial de hombres y mujeres eran comunes en la industria de los juegos.
Con respecto a los elementos de diseño de los videojuegos, áreas como la jugabilidad, la mecánica y características similares se han descrito como neutrales en cuanto al género. Sin embargo, los aspectos de presentación de los juegos se han identificado como fuertemente vinculados al género. Específicamente, los juegos a menudo se ven como fantasía y escapismo en los que la empatía y la identificación con el personaje se logran mucho más fácilmente si el personaje comparte el mismo género que el jugador.  Los jugadores de ambos géneros tienden a anhelar el realismo y cuanto más realista sea el género del personaje, más fácil será para un jugador identificarse con el mismo. Un estudio académico publicado en New Media & Society en 2009 encontró que el 85% de los personajes jugables en los videojuegos son hombres. Erin Hamilton argumenta que parte del problema proviene de la dificultad de "yuxtaponer feminidad y feminismo en un buen videojuego". Cuando los personajes femeninos aparecen en los videojuegos, algunos consideran que presentan mensajes poco saludables, imágenes corporales poco realistas y comportamientos sexuales y/o violentos que resultan provocativos para jugadores de ambos sexos.  Los comportamientos femeninos estereotípicos, como reírse o suspirar, a menudo se presentan sin ironía, y esto podría llevar a las infancias (especialmente a quienes se identifican con el personaje femenino) a pensar que así es como se supone que deben verse y actuar. Además, las representaciones demasiado sexualizadas de personajes femeninos de videojuegos con poca ropa como Lara Croft de Tomb Raider no son atractivas para algunas chicas.
Aunque parte de la población de jugadores hombres ha sido fuente de acoso hacia las jugadoras y de cosificación de los personajes, muchos hombres en la industria de los videojuegos están de acuerdo en que existe un problema con la sobresexualización femenina en los videojuegos. Por otra parte hay jugadores hombres que argumentan que parte de la sexualización de las mujeres en los videojuegos se aplica también los hombres en los videojuegos, y que retratar a un hombre o una mujer en un videojuego de manera sexual puede ser aceptable si se hace en el contexto adecuado. Las percepciones sobre los estereotipos relacionados con los propios jugadores también varían entre los géneros, así como la frecuencia de juego de cada género. Un estudio publicado en el Journal of Broadcasting & Electronic Media demostró que las mujeres que juegan muchos videojuegos están más en desacuerdo con los estereotipos sobre el género en los juegos y se sienten más atraídas por géneros de juegos específicos que los hombres, independientemente de la frecuencia de juego de los hombres.

### Efectos
El concepto de que los videojuegos son una forma de arte comenzó a ganar fuerza en la segunda mitad de la década de los 2000, con el National Endowment for the Arts de Estados Unidos reconociendo los juegos como una forma de arte en mayo de 2011. Al ver los videojuegos como artefactos culturales y la industria como una industria cultural, se considera que la privación de derechos de las mujeres del medio tiene un impacto negativo en la voz femenina en la industria y en la capacidad de la mujer para participar en el diálogo cultural que inspiran los juegos.  Desde una perspectiva educativa, se ha demostrado que ciertos géneros de juegos que carecen particularmente de jugadoras. Por ejemplo, el juego de disparos en primera persona puede lograr un aumento en las habilidades espaciales por lo que brindan ventajas a los jugadores de los juegos que actualmente están sesgados según las líneas de género. Se ha determinado también que los videojuegos proporcionan una introducción fácil a la alfabetización informática para los niños, y se han establecido correlaciones entre los hombres jugadores de videojuegos y el predominio de trabajadores hombres dentro de la industria informática. Con la creciente importancia de los trabajos tecnológicos en el siglo XXI y el papel cada vez mayor de las redes en línea, la falta de jugadoras de videojuegos sugiere una pérdida de futuras oportunidades profesionales para las mujeres.
Los videojuegos también se han utilizado en entornos académicos para ayudar a desarrollar la confianza de los jóvenes al expresar sus voces individuales en línea y consecuentemente en su vida real. Los videojuegos que promueven el pensamiento creativo y las interacciones de varios jugadores, como es el caso de Minecraft han ayudado a las jóvenes a comunicar un sentido de autoridad y confianza en sus vidas sociales y académicas.

### Respuestas
La mayoría de quienes que trabajan en equipos de desarrollo de videojuegos son hombres. Los investigadores han identificado que una de las mejores maneras de aumentar el porcentaje de jugadoras proviene del aspecto de la autoría, ya sea en el juego como con Neopets y Whyville, o indirectamente como con la inclusión de Hermione como personaje jugable en la serie de Harry Potter, aspecto que se logró gracias a las solicitudes de los fanes. La solución al problema del encasillamiento social de las jugadoras a menudo se identifica como un trabajo intervencionista, como la inserción de las mujeres en la industria.  Grupos como WomenGamers.com y GIRL de Sony han buscado aumentar la demografía de las jugadoras otorgando becas a niñas que están considerando participar en el desarrollo de juegos. De igual forma, desarrolladores de juegos como Check Six Games, Her Interactive, Silicon Sisters y Purple Moon han reunido abiertamente a programadoras y programadoras.
Al abordar el futuro del medio, muchos investigadores han defendido la mejora de la industria de los videojuegos para atraer a una audiencia más neutral en cuanto al género, mientras que otros han sugerido que el atractivo debería dirigirse a las mujeres en particular. Uno de los primeros intentos de ampliar el mercado para incluir mujeres se puede ver en el uso de Sega donde ya se cuenta con un mayor número de protagonistas femeninas en los juegos de lucha. Otros ejemplos de esto incluyen juegos como Mass Effect 3, Remember Me y The Last of Us, que incluyen una opción femenina para el personaje principal. Sin embargo, la decisión de utilizar personajes femeninos fuertes en papeles importantes suele ser recibida con escepticismo por parte de los especialistas en marketing preocupados por las ventas. El examen de "Big Games at E3 2012 " y "Big Games at E3 2013 " de IGN muestra el crecimiento de la protagonista femenina en los videojuegos, aumentando un 4% entre 2012 y 2013. También han comenzado a producirse otros esfuerzos además de hacer juegos con personajes femeninos. Un ejemplo es que Women in Games International se ha asociado con Girl Scouts of Greater Los Angeles para crear un parche de videojuego, que las dos organizaciones esperan que anime a las Girl Scouts a desarrollar un interés en las áreas de ciencia, la tecnología, la ingeniería y las matemáticas. El activismo y las fiestas LAN específicamente dirigidas a mujeres en Escandinavia han ayudado a impulsar el juego femenino.